# Surfer Girl
Surfer Girl é o terceiro álbum de estúdio da banda de rock americana The Beach Boys e seu segundo em 1963. Este foi o primeiro álbum do The Beach Boys em que Brian Wilson foi creditado como produtor, uma posição que iria manter até ao final das sessões do inacabado Smile, em 1967. 
É o último disco que leva como temática principal o surf rock, ou seja, levando como frente as letras relacionadas à cultura surf. Como estilo musical, a banda ainda faria surf rock até o sexto álbum, o All Summer Long de 1964. 
Surfer Girl foi # 7 nos Estados Unidos durante uma estadia de 56 semanas. No Reino Unido, o álbum foi relançado na Primavera de 1967 e alcançou # 13. 
Surfer Girl (Capitol (S) T 1981) é agora emparelhados em CD com Shut Down Volume 2, com faixas bônus desse período, incluindo uma versão em alemão de "In My Room". 

## Detalhes do álbum
Neste disco, Brian Wilson compôs alternadamente com Mike Love, Gary Usher e Roger Christian, sendo Mike Love seu parceiro mais frequente. Este álbum contém músicas mais sensíveis e pessoais como “In My Room”, músicas que cada vez mais teriam destaque nos álbuns posteriores da banda. "In My Room" foi talvez a primeira música confessional de Brian Wilson, uma reflexão sobre encontrar um lugar para se sentir seguro e se livrar dos estresses da vida. 
A faixa-título, um hit # 7 nos Estados Unidos, foi a primeira música que Brian compôs, aos 19 anos, tendo "When You Wish Upon A Star", como um guia enquanto escrevia. No outro lado do single, "Little Deuce Coupe", mostrou-se um dos B-side mais bem sucedidos da banda, alcançando # 15 nos Estados Unidos. O single continuou a tendência atual da banda de colocar músicas relacionadas a surf no lado A e canções sobre carros no lado B.
"Catch a Wave" (uma faixa com potencial de single, embora não tenha sido) apresentou o irmão de Mike Love, Maureen, na harpa, enquanto "The Surfer Moon", foi a primeira canção dos Beach Boys a ter um arranjo de cordas. "South Bay Surfer" é co-creditada a Alan Jardine, que voltou à banda no verão de 1963. 
Apesar de algum material mais leve ("South Bay Surfer", "Boogie Woodie"), o album significou um avanço em relação ao que a banda já havia produzido até aquele momento. 
Surfer Girl chegou ao # 7 lugar nos Estados Unidos (disco de ouro) e, mais tarde, em 1967, # 13 no Reino Unido.

## Capa
A capa de Surfer Girl traz (da direita para a esquerda), Dennis Wilson, David Marks, Carl Wilson, Mike Love e Brian Wilson segurando uma prancha de surf. A foto foi tirada pelo fotógrafo da Capitol, Kenneth Veeder, no Paradise Cove, ao norte de Malibu. Tanto a praia quanto o fotógrafo são os mesmos do primeiro disco da banda,Surfin' Safari.

## Faixas
1. "Surfer Girl" (Brian Wilson) – 2:26
  - À frente Brian Wilson nos vocais
2. "Catch a Wave" (Brian Wilson/Mike Love) – 2:07
  - À frente Mike Love e Brian Wilson nos vocais
3. "The Surfer Moon" (Brian Wilson) – 2:11
  - À frente Brian Wilson nos vocais
4. "South Bay Surfer" (Brian Wilson/Carl Wilson/Al Jardine) – 1:45
  - À frente Wilson e Mike Love nos vocais
5. "The Rocking Surfer" (Trad. Arr. Brian Wilson) – 2:00
  - Instrumental
6. "Little Deuce Coupe" (Brian Wilson/Roger Christian) – 1:38
  - À frente Mike Love nos vocais
7. "In My Room" (Brian Wilson/Gary Usher) – 2:11
  - À frente Brian Wilson nos vocais
8. "Hawaii" (Brian Wilson/Mike Love) – 1:59
  - À frente Mike Love e Brian Wilson nos vocais
9. "Surfers Rule" (Brian Wilson/Mike Love) – 1:54
  - À frente Dennis Wilson com Brian Wilson nos vocais
10. "Our Car Club" (Brian Wilson/Mike Love) – 2:22
  - À frente Brian Wilson e Mike Love nos vocais
11. "Your Summer Dream" (Brian Wilson/Bob Norberg) – 2:27
  - À frente Brian Wilson nos vocais
12. "Boogie Woodie" (Trad. Arr. Brian Wilson) – 1:56
  - Instrumental

### Singles
1. "Surfer Girl" b/w "Little Deuce Coupe" (Capitol 5009), 22 de julho de 1963 Estados Unidos # 7 ("Little Deuce Coupe" Estados Unidos # 15).
2. "In My Room", caracterizado como o lado B de "Be True to Your School" Estados Unidos # 23